# Sebastian-Kneipp-Tag
Der Sebastian-Kneipp-Tag ist ein bundesweiter Gesundheitstag, der jährlich zu Ehren des Hydrotherapeuten Sebastian Kneipp (1821–1897) anlässlich seines Geburtstages am 17. Mai stattfindet.

## Allgemein
Der Sebastian-Kneipp-Tag war erstmals 2010 bei der Bundeszentrale für gesundheitliche Aufklärung (BzGA) gelistet. Seitdem ist er offizieller Gesundheitstag und damit Anlass für die Kneipp-Medizin-Bewegung, durch Aktionen auf das Gesundheitskonzept nach Sebastian Kneipp aufmerksam zu machen. Der Sebastian-Kneipp-Tag ist dezentral organisiert. Die einzelnen Kneipp-Vereine, aber auch die vom Kneipp-Bund zertifizierten Einrichtungen und Betriebe planen jedes Jahr zu diesem Termin einzelne Aktionstage, die unter einem vom Kneipp-Bund festgelegten Motto stehen. Der Kneipp-Bund stellt außerdem Aktions- und Organisationsvorschläge bereit und schreibt Wettbewerbe für die Teilnehmer aus.

## Diverse Sebastian-Kneipp-Tage
- 2010: Kneippen ist doch kinderleicht (Kinder mit gesundheitsförderndem Verhalten vertraut machen)
- 2011: Vergesst mir die Seele nicht – zur Mitte finden mit Kneipp (Wege zur Prävention aufzeigen)
- 2012: Essbare Gesundheit (Ernährung als Basis für die Gesundheit)
- 2013: Kneipp bewegt (Bedeutung der Bewegung für die Gesundheit)
- 2014: Die Natur hilft (Naturheilverfahren etc.)
- 2015: Anwendungen sind Zuwendungen (zwischenmenschliche Zuwendung)
- 2016: Work-Kneipp-Balance (Gleichgewicht zwischen Arbeit und Lebensweise)
- 2017: Stille – Quelle der Kraft (bewusst erlebte Phasen der Stille)
- 2018: Miteinander – Füreinander (gesellschaftliches Miteinander)
- 2019: Wissen, was gesund hält
- 2020: 5 Elemente – Einfach. Ganzheitlich. Natürlich.
- 2021: 200 Jahre Kneipp